# أوتاوارا (توتشيغي)
مدينة أوتاوارا (باليابانية: 大田原市) هي مدينة تقع في شرق محافظة توتشيغي، اليابان وتقع في الجزء الشمالي من منطقة كانتو إلى الشمال من العاصمة طوكيو. تبعد أوتاوارا حوالي 40 كم شمال مدينة أوتسونوميا عاصمة محافظة توتشيغي وحوالي 50 كيلومترا شرق المدينة التاريخية نيكو.
يتراوح متوسط درجة الحرارة في أوتاوارا بحوالي 1.2 درجة مئوية في كانون الثاني / يناير إلى 23.1 درجة مئوية في آب / أغسطس بمعدل سنوي يبلغ 12.9 درجة مئوية. يبلغ المتوسط الهطول المطري في أوتاوارا حوالي 158.7 ملليمتر من الأمطار سنويا متركزة في الأشهر من يونيو سبتمبر. حوالي 50 ٪ من مساحة أوتاوارا تغطيها حقول الأرز بنحو 12 ٪ تشغلها جبال وغابات. يبلغ ارتفاع أوتاوارا حوالي 217.76 متر عن سطح البحر. من الممكن الوصول إلى أوتاوارا عن طريق طريق توهوكو السريع بالسيارة أو عن طريق محطة ناسوشيوبارا للشينكانسن من خط توهوكو شينكانسن الذي يمر في الجزء الغربي للمدينة. مدينة أوتاوارا هي مدينة توأم لمدينة ويست كوفينا، لوس أنجليس، كاليفورنيا.

## تاريخ
تأسست المدينة الحديثة في 1 ديسمبر، 1954 بنيت قلعة أوتاوارا في العام 1545 وازدهرت خلال فترة إيدو (1603-1867) كبلدة قلعة أوتاوارا. أنشأت محافظة أوتاوارا عام 1871 ،وبعد ذلك تم الدمج مع محافظة توتشيغي. كانت المدينة سابقا تعرف باسم أوتا هاراماتشي في عام 1889.وفي ديسمبر 1954 دمجت أوتا هاراماتشي مع كين تامورا لتشكل مدينة أوتاوارا.في وقت لاحق دمجت قرية نوزاكي وجزء من بلدة نيشي ناسونو في المدينة في نوفمبر 1955.وفي عام 2005 اندمجت أوتاوارا مع قرية يوزوغامي وبلدة كوروبانه لتشكيل مدينة أوتاوارا الحالية.

## المعالم الثقافية والتاريخية
تضم مدينة أوتاوارا العديد من المعالم التاريخية والثقافية.
قاعة شينو كورا هي عبارة عن مبنى بشكل سقف مبني من القش يعود إلى ما يقرب من أواخر خمسينات القرن التاسع عشر، عند نهاية فترة إيدو. تعرض القاعة المعدات القديمة وغيرها من الأعمال الفنية التي تعود لتلك الفترة الزمنية، مثل عربات كبيرة الحجم، وحصادات تعمل على الأقدام، سرج أحصنة، وآلة حليب. كما تقدم القاعة أيضا سوبا مصنوعة يدويا باستخدام حنطة سوداء محلية.
كما يقع في أوتاوارا العديد من أضرحة الساموراي التي يعود تاريخها إلى ما يقرب من 1692. قليلا ما يعرف على وجه التحديد من محاربي الساموراي الذين دفنوا هناك.
هناك ثلاث مكتبات في مدينة أوتاوارا، مكتبة تابارا هيروشي، مكتبة كوروبانه، ومكتبة يودوكامي.

## الرياضة والترفيه
أكبر حدث رياضي في المدينة المضيفة هو ماراثون تابارا هيروشي الذي يقام سنويا في 23 نوفمبر الذي يصادف عيد العمال. هناك عشرة ملاعب الغولف في منطقة أوتاوارا. كما يوجد مركز رياضي يضم عدد كبير من الأنشطة الرياضية والترويحية يدعى مجمع شمال توتشيغي الرياضي.

## التسوق والمطاعم

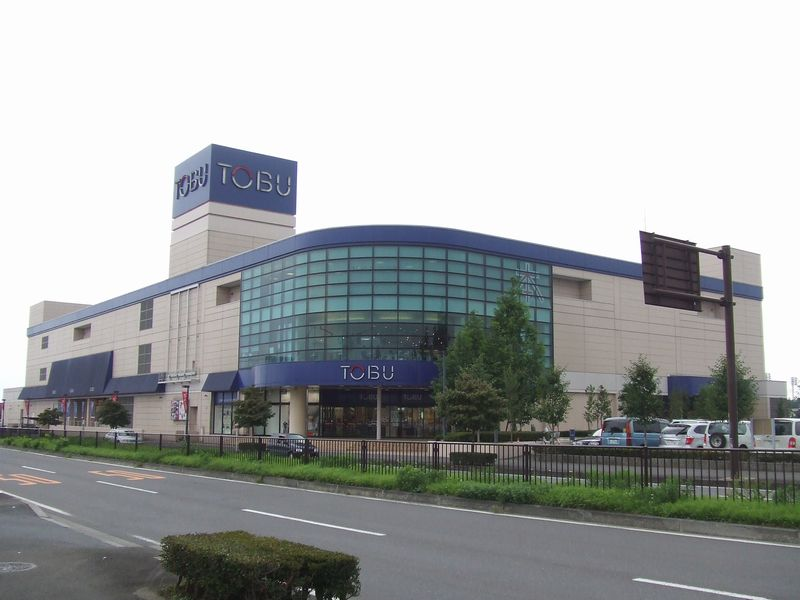
متجر توبو في أوتاوارا

يوجد في أوتاوارا متجر توبو يضم العديد من المتاجر والمطاعم المتنوعة.كما أن المدينة تضم مجموعة كبيرة غيرها من مراكز التسوق والمطاعم الفاخرة مثل متجر UNIQLO لبيع الملابس ، ومتجر يامادا لإلكترونيات، والكثير من محلات الملابس ومحلات البقالة والمتاجر، وموس برغر، مستر دونات والعديد من المطاعم.

## الصناعات
تعد المدينة مركزا لشركات مثل شركة توشيبا للأنظمة الطبية التي تنتج وتبيع المعدات الطبية في جميع أنحاء العالم بما فيها أجهز المسح الطبقي المحوري وغيرها من معدات التصوير الطبية، وشركة موتشيدا الصيدلانية وهي شركة متخصصة في بيع الأدوية والمعدات الطبية ومنتجات العناية بالبشرة. كما أن شركة توتشيغي نيكون تقع في أوتاوارا. تعتبر شركة توتشيغي نيكون عضو في مجموعة نيكون المتخصصة في مجال تطوير وتصميم وصناعة المنتجات البصرية والالكترونية ومعدات تصوير وتصميم وتصنيع معدات صناعة أشباه الموصلات والعدسات البصرية.

## التعليم
تضم المدينة 23 مدرسة ابتدائية و 12 مدرسة إعدادية ومدرسة ثانوية عامة. كما أن مقر الجامعة الدولية للصحة والرعاية الاجتماعية يقع في أوتاوارا. أنشئت الجامعة في عام 1995، وذلك بهدف تدريب الخبراء في مجال الصحة والرعاية الاجتماعية.

## معرض الصور

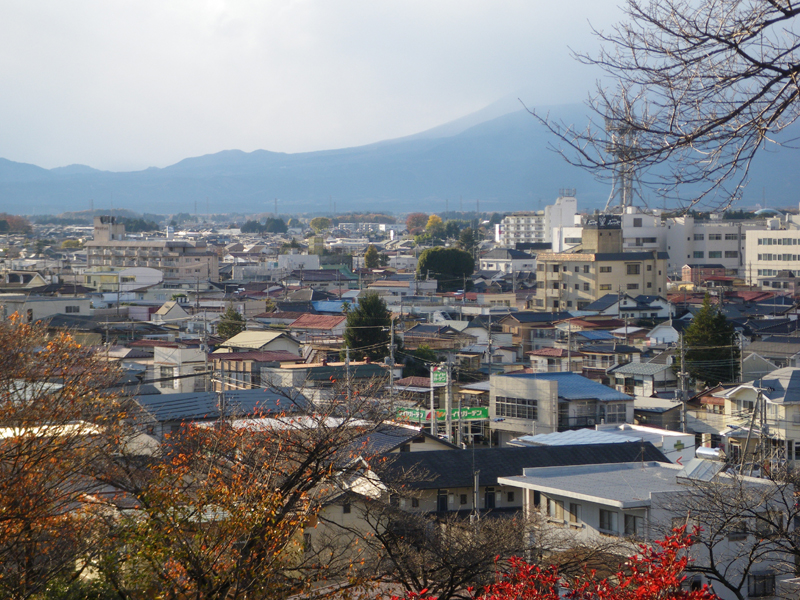
منظر عام للمدينة
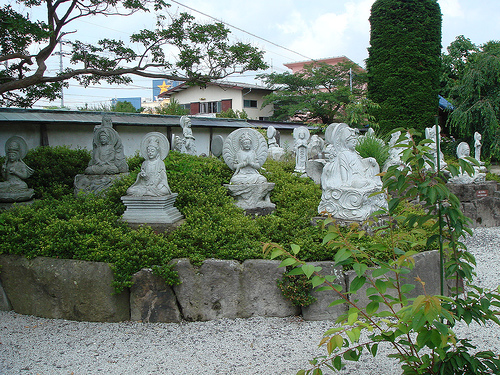
معبد أوتاوارا
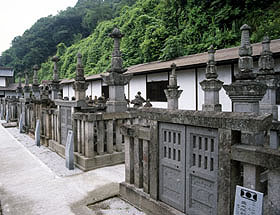
بعض المعابد في أوتاوارا
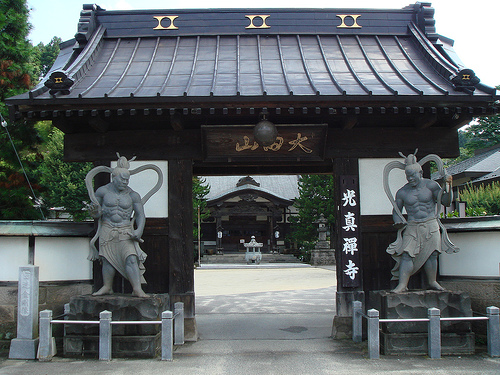
مدخل المعبد

## وصلات خارجية
- الموقع الرسمي لأوتاوارا
- موقع شركة موتشيدا
- شركة توشيبا للأنظمة الطبية
- الجامعة الدولية للصحة والرعاية الاجتماعية
- موقع محافظة توتشيغي
- متجر توبو